# Missy-aux-Bois
Missy-aux-Bois är en kommun i departementet Aisne i regionen Hauts-de-France i norra Frankrike. Kommunen ligger  i kantonen Soissons-Sud som ligger i arrondissementet Soissons. År 2022 hade Missy-aux-Bois 98 invånare.

## Befolkningsutveckling
Antalet invånare i kommunen Missy-aux-Bois
Referens: INSEE